# Ricania quadrimaculata
Ricania quadrimaculata är en insektsart som beskrevs av Kato 1933. Ricania quadrimaculata ingår i släktet Ricania och familjen Ricaniidae. Inga underarter finns listade i Catalogue of Life.